# 南投縣立宏仁國民中學
南投縣立宏仁國民中學（英語：HongJen Junior High School, HJJH），簡稱宏仁國中，是位於台灣南投縣埔里鎮的一所國民中學。

## 沿革

### 創校初期
宏仁國中於1970年8月1日設立，為埔里鎮最晚成立的國民中學，學區包括埔里鎮與魚池鄉的國小共五所，在成立初有學生九班，因校舍尚未竣工，所以開學時暫時借用南光國小教室上課，同年11月27日，校舍竣工並遷入新教室上課。

### 九二一大地震
1999年9月21日，因九二一大地震，校舍毀損嚴重，學校行政大樓、誠信樓、忠孝樓震毀，被判定校舍需全部重建，而當時學校操場成為附近居民的避難所，10月21日，予宏仁國中的簡易教室興建完畢，全校師生約800人於遷入簡易教室上課，而校園重建由慈濟基金會認養興建，並加入新故鄉文教基金會等民間組織推動的「創造性的教育重建計畫」，並且由黃建興建築師負責校園重建規劃設計，2001年3月12日，校舍重建工程動土，2002年3月16日，校舍重建落成，僅活動中心、簡易廚房與工藝教室等原校舍保留，新校舍也獲選921校園重建特別獎的入圍獎與第4屆遠東建築獎。

## 歷任校長
宏仁國中歷任校長如下：
| 屆次 | 姓名   | 就任時間      | 卸任時間      |
| 1    | 郭春航 | 1970年8月1日  | 1975年2月1日  |
| 代理 | 劉國男 | 1975年3月1日  | 1975年7月31日 |
| 2    | 陳定國 | 1975年8月1日  | 1978年3月31日 |
| 代理 | 曾新彰 | 1978年4月1日  | 1978年11月1日 |
| 代理 | 彭振華 | 1978年11月1日 | 1979年8月1日  |
| 代理 | 陳逢曲 | 1978年8月1日  | 1981年1月1日  |
| 2    | 陳定國 | 1981年1月1日  | 1981年12月1日 |
| 代理 | 彭振華 | 1981年12月1日 | 1982年3月1日  |
| 3    | 劉瀚漠 | 1982年3月1日  | 1990年2月1日  |
| 代理 | 欉啓性 | 1990年2月1日  | 1990年2月28日 |
| 4    | 王清波 | 1990年2月28日 | 1998年8月1日  |
| 5    | 劉真白 | 1998年8月1日  | 2004年8月1日  |
| 6    | 李枝桃 | 2004年8月1日  | 2010年8月1日  |
| 7    | 張日新 | 2010年8月1日  | 2011年8月1日  |
| 8    | 陳恆旭 | 2011年8月1日  | 2017年8月1日  |
| 9    | 李孟桂 | 2017年8月1日  | 待考          |
| 10   | 金惠恬 | 待考          | 待考          |
| 11   | 林杏霏 | 待考          |               |